# 罗讷河畔圣米歇尔
罗讷河畔圣米歇尔（法語：Saint-Michel-sur-Rhône，法語發音：[sɛ̃ miʃɛl syʁ ʁon]）是法国卢瓦尔省的一个市镇，位于该省东南部，罗讷河右岸，属于圣艾蒂安区。

## 地理
罗讷河畔圣米歇尔（45°26'46"N, 4°44'41"E）面积5.87 平方千米，位于法国奥弗涅-罗讷-阿尔卑斯大区卢瓦尔省，该省份为法国中南部省份，北起顺时针与索恩-卢瓦尔省、罗讷省、伊泽尔省、阿尔代什省、上盧瓦爾省、多姆山省和阿列省接壤。
与罗讷河畔圣米歇尔接壤的市镇（或旧市镇、城区）包括：韦兰、罗讷河畔圣克莱尔、沙瓦奈、许耶。
罗讷河畔圣米歇尔的时区为UTC+01:00、UTC+02:00（夏令时）。

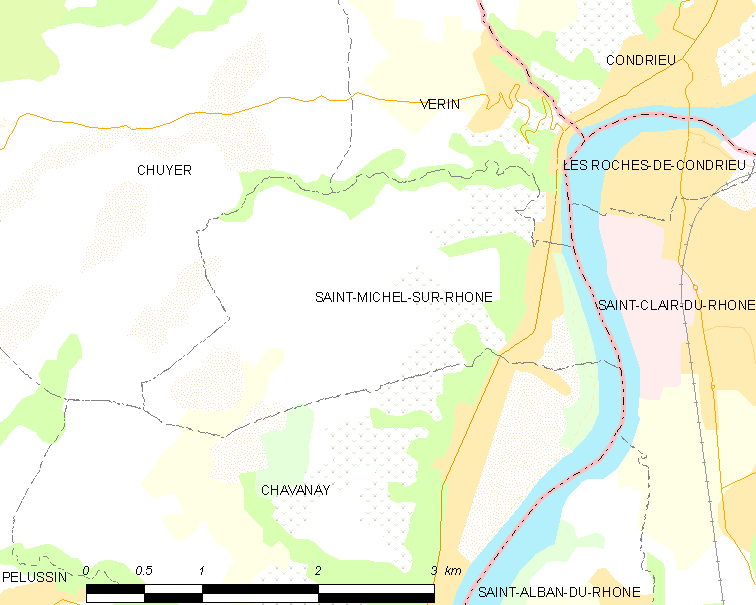
罗讷河畔圣米歇尔的OSM定位图

## 行政
罗讷河畔圣米歇尔的邮政编码为42410，INSEE市镇编码为42265。

## 政治
罗讷河畔圣米歇尔所属的省级选区为勒皮拉县。

## 人口

1962-2008年间罗讷河畔圣米歇尔人口变化图示

罗讷河畔圣米歇尔于2022年1月1日时的人口数量为872人。